# Ried (Sterzing)
Ried (italienisch Novale) ist eine Fraktion der Gemeinde Sterzing in Südtirol (Italien). Das kleine Dorf, das nur etwas mehr als 100 Einwohner hat, befindet sich im Wipptal nördlich des Sterzinger Stadtzentrums etwa auf halber Strecke nach Gossensaß. Intern gliedert sich Ried in die drei Ortslagen Unterried (1020 m), das wenige 100 Meter nördlich gelegene Oberried (1070 m) sowie Lurx (980 m); Unter- und Oberried befinden sich beide auf der orographisch linken, also östlichen Talseite, die von der Brennerbahn durchquert wird, während Lurx direkt am Eisack im Talboden an der Brennerstaatsstraße liegt. Die zwei bedeutendsten Bauwerke der Fraktion sind die im 17. Jahrhundert erbaute Pfarrkirche St. Stephan in Unterried und die aufs 13. Jahrhundert zurückgehende Burgruine Straßberg bei Oberried.